# ライデンバーグ
ライデンバーグ（Lydenburg）は、南アフリカの都市。ムプマランガ州に属する。人口37258人（2011年）。ライデンバーグはオランダ語のLijdenburgを語源とするが、これは「苦しみの街」という意味である。

## 歴史
ライデンバーグは1849年、グレート・トレックのリーダーの一人であるフォールトレッカーのアンドリース・ポトヒーターによって建設された。彼らはこれ以前にはやや北にあるオリグスタッドを拠点としていたが、そこでマラリアが流行したことによってこの地に拠点を移した。ライデンバーグは建設されるとすぐ、この地域のボーア人入植地の政治的中心の一つとなった。1856年にはこの町でライデンバーグ共和国が建国され、翌1857年には南のユトレヒト共和国を併合したが、1860年にはライデンバーグ共和国その他バール川以北のボーア人諸共和国が大同団結し、トランスバール共和国が建国された。